# Meyers (Kalifornia)
Meyers (również Yanks, Stacja Yanks i Raj Tahoe) – mała niemunicypalna społeczność w powiecie El Dorado w stanie Kalifornia w Stanach Zjednoczonych położonej wzdłuż drogi nr 50 w północnej części Sierra Nevada. Leży 10 km na południe od South Lake Tahoe w regionie Lake Tahoe na wysokości 1936 metrów. Założona w 1851 firma Meyers zaczynała jako stacja Poczty Konnej (Ponny Express) i punkt handlowy. Dziś miasto jest zarejestrowane jako Historyczny Punkt Orientacyjny 708 w Kalifornii. Służy jako popularny przystanek w drodze do i z Tahoe Basin dla podróżnych na autostradach nr 50 i 89.